# Maciej Fajfer
Maciej Fajfer (ur. 6 kwietnia 1991 w Gnieźnie) – polski żużlowiec.

## Życiorys
Sport żużlowy uprawia od 2007 r. w klubach Start Gniezno (2007–2008, od 2012), Kolejarz Rawicz (2009–2010), PSŻ Poznań (2011) oraz Wanda Kraków (2012).
Dwukrotny finalista młodzieżowych mistrzostw Polski par klubowych (Leszno 2007 – V miejsce, Gniezno 2012 – IV miejsce). Finalista turnieju o „Srebrny Kask” (Wrocław 2011 – XI miejsce).
Syn Tomasza Fajfera, bratanek Adama Fajfera i Przemysława Fajfera, brat Oskara Fajfera i Patryka Fajfera oraz kuzyn Kevina Fajfera, również żużlowców.